# Roda hidràulica
|  | No s'ha de confondre amb Sínia o Saqiya. |

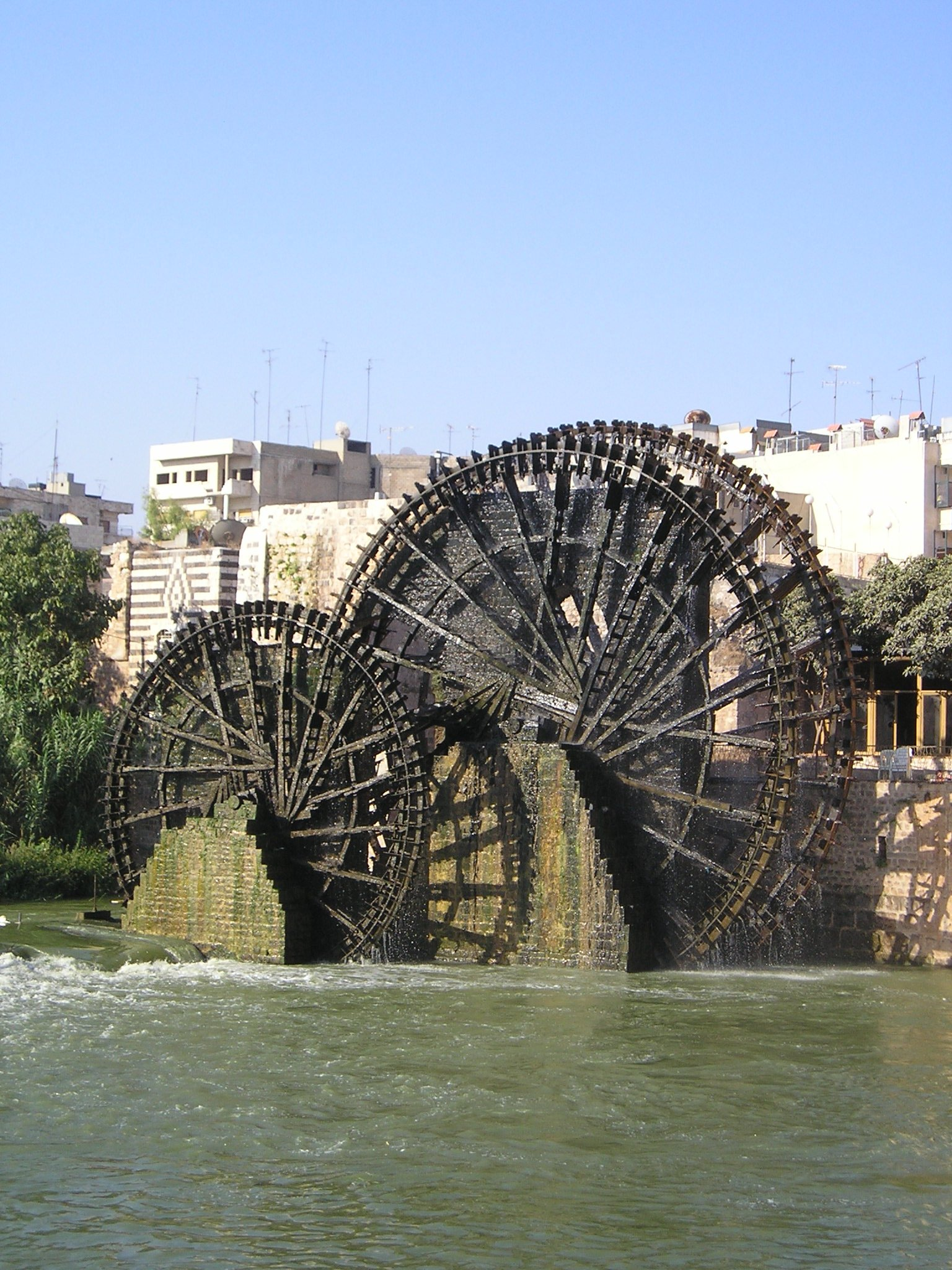
Rodes d'aigua a Hama - Síria.

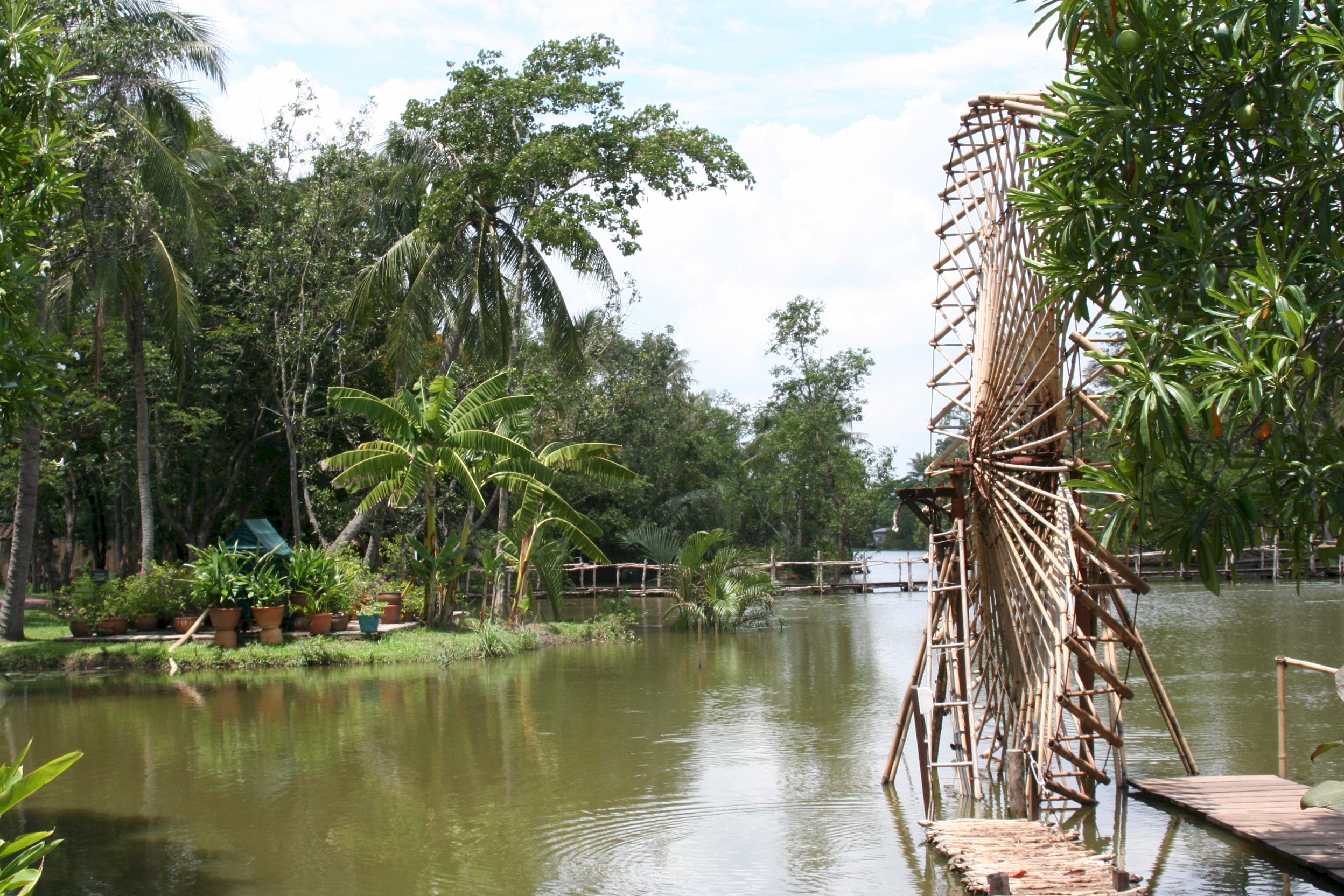
Roda d'aigua de bambú

La roda hidràulica, és una "roda de pales" (o àleps) que es fa girar mitjançant aigua en moviment, utilitzada a Europa a l'edat mitjana, per a una gran varietat d'usos industrials El  Domesday Book , el cadastre anglès elaborat en el 1086, per exemple reporta 5624 molins d'aigua, tots del tipus vitruvià. Aquests molins van ser usats per accionar serradores, molins de cereals i per minerals, molins amb martells per treballar el metall o per batans, per accionar els martinets i les manxes de les fargues o per a una gran varietat d'altres aplicacions. D'aquesta manera van tenir també un paper important en la redistribució territorial de l'activitat industrial.
Una altra forma d'energia desenvolupada a l'Edat Mitjana va ser el molí de vent. Desenvolupat originalment a Pèrsia al segle vii, sembla que va tenir el seu origen en les antigues rodes d'oracions accionades pel vent utilitzades a Àsia central. Una altra hipòtesi plausible però no demostrada, és que el molí de vent es derivaria de les veles dels navilis. Durant el segle x aquests molins eòlics van ser àmpliament utilitzats a Pèrsia, per bombar aigua. Els molins perses estaven constituïts per edificis de dos pisos, al pis inferior hi havia una roda horitzontal accionada per 10 a 12 ales adaptades per captar el vent, connectades a un eix vertical que transmetia el moviment a la màquina situada al pis superior, amb una disposició que recorda els molins d'aigua grecs. Els molins de vent d'eixos horitzontals es van desenvolupar a Europa del nord entorn del segle xiii.

## Funció
L'objectiu d'una roda hidràulica és aprofitar l'energia de l'aigua (potencial, cinètica o mixta) transformant-la en energia mecànica. Una roda hidràulica és un motor que proporciona una certa potència. Dit d'una altra manera: una roda hidràulica proporciona un parell motor determinat a una certa velocitat de gir (rpm).

## Documents
- c 70 aC. Lucreci, en el poema didàctic De rerum natura, esmenta les rodes hidràuliques.[4]